# 夏福禮
夏福禮（Frederick E. B. Harvey，?—?}），是十九世紀一名英國駐華外交官。

## 簡歷
| 1852年12月或之前 - 1853年7月或之後 | 英國駐華商務總監秘書 |
| 1857年11月或之前 - 1858年12月      | 駐上海領事           |
| 1859年1月 - 1864年9月              | 駐寧波領事           |
| 1864年9月 - ？                     | 駐鎮江領事           |